# Lakaviken
Lakaviken is een meer in Zweden, in de gemeente Luleå. De Lakabäcken komt door het meer. Het was in vroeger tijden een baai, een viken, maar is door stijging van het landschap, door de postglaciale opheffing nu een binnenmeer. De stijging gaat door en heeft het meer inmiddels in tweeën gedeeld, het Västre Lakaviken en Yttre Lakaviken. Sundom ligt ten noorden van het meer.